# 台州高新技术产业园区
台州高新技术产业园区，简称台州高新区，原称台州经济开发区，是一个地处浙江省台州市椒江区南部的开发区，包含台州市中心城区、滨海新区、三山北涂围垦区等三大区块，乃中国大陆省级经济开发区之一。

## 历史
台州高新技术产业园区前身为椒江经济开发区，自1997年1月30日更名为台州经济开发区。2017年6月，浙江省人民政府同意将台州经济开发区更名为“台州高新技术产业园区”。2020年7月，浙江省人民政府批准设立台州湾新区，空间范围包括台州高新技术产业园区东扩区块和滨海工业区块等。